# 三浦逸平
三浦 逸平（みうら いっぺい、1870年2月18日（明治3年1月18日）- 1936年（昭和11年）11月12日）は、日本の政治家、実業家。衆議院議員（2期）。

## 経歴
愛知県碧海郡刈谷町大字熊字元屋敷（現在の刈谷市）出身。材木商の三浦桂助の長男。いったんは三浦家の家業を継ぎ、1887年（明治20年）頃に家業を整理して上京。日本橋にある株屋の社員となり、株式仲買店を経営して財を成した。1909年（明治42年）9月5日には第10回衆議院議員総選挙の補欠選挙に出馬して当選。1913年（大正2年）1月には第11回衆議院議員総選挙に出馬して2選。三浦は豊田自動織機の工場を刈谷町に誘致するなどした。
1910年（明治43年）には三浦と才賀藤吉が主たる発起者となり、碧海軽便鉄道会社（軌間762mmで動力蒸気による鉄道）を設立。1912年（明治45年）5月30日には碧海軽便鉄道が三河鉄道に改称し、三浦は専務取締役に就任したが、1913年（大正2年）5月30日には専務取締役を辞している。1914年（大正3年）には三河鉄道の大浜駅-刈谷駅間が開業し、翌年には刈谷駅-知立駅間も開通した。
愛知県で旧制中学校設立の機運が高まった際、愛知県会では刈谷町を設置場所の候補にすら上げていなかった。三浦は大野介蔵や神谷周助と手を組んで刈谷町への誘致を働きかけた。陳情書を愛知県会・愛知県知事・文部省に提出し、愛知県会議員を個別に訪問して訴えると、1919年（大正8年）4月に愛知県立第八中学校（後の愛知県刈谷中学校、現在の愛知県立刈谷高等学校）が開校した。
東京市会疑獄のうち東京瓦斯取締役時代に市会議員に贈賄（ガス疑獄）したことで1922年（大正11年）3月30日、大審院で懲役2月執行猶予3年の有罪判決を受ける。これにより勲四等及び大礼記念章を褫奪された。
1936年（昭和11年）11月12日に死去した。